# Ropalidia vietnama
Ropalidia vietnama är en getingart som beskrevs av Gusenleitner 1996. Ropalidia vietnama ingår i släktet Ropalidia och familjen getingar. Inga underarter finns listade i Catalogue of Life.